# Granja de Alpriate
A Granja é uma povoação da freguesia de Vialonga, no Município de Vila Franca de Xira. Foi freguesia e paróquia independente desde o século XIII até 1826, data em que foi extinta e anexada à vizinha Vialonga, da qual hoje faz parte.

## Património
- Capela de São Sebastião da Granja
- Quinta do Monteiro-Mor
- Quinta do Brasileiro
- Quinta do Carlos
- Quinta do Duque de Lafões